# Paardensport op de Olympische Zomerspelen 1980
Paardensport is een van de sporten die beoefend werden tijdens de Olympische Zomerspelen 1980 in Moskou. Er werden in Moskou 6 onderdelen afgewerkt in 3 categorieën met telkens een individueel onderdeel en een onderdeel voor landenteams: de military, de dressuur en het springconcours. Met uitzondering van het springconcours individueel werden alle wedstrijden gehouden in het Trade Unions Paardencentrum, het springconcours individueel in de Arena van het Centraal Lenin Stadion.
Zowel Nederland als België behaalden op deze Spelen geen medailles bij de paardensport.

## dressuur

### individueel
| rang   | sporter            | paard      | land | score |
| ------ | ------------------ | ---------- | ---- | ----- |
| Goud   | Elisabeth Theurer  | Mon Chérie | AUT  | 1370  |
| Zilver | Joeri Kovsjov      | Igrok      | URS  | 1300  |
| Brons  | Viktor Oegrjoemov  | Shkval     | URS  | 1234  |
| 4      | Vera Misevitsj     | Plot       | URS  | 1231  |
| 5      | Kyra Kyrklund      | Piccolo    | FIN  | 1121  |
| 6      | Anghelache Donescu | Dor        | ROU  | 960   |
| 7      | Georgi Gadzjev     | Vnimatelen | BUL  | 881   |
| 8      | Svetoslav Ivanov   | Aleko      | BUL  | 850   |

### team
| rang   | sporter                                          | paard                     | land | score          | totaal |
| ------ | ------------------------------------------------ | ------------------------- | ---- | -------------- | ------ |
| Goud   | Joeri Kovsjov Viktor Oegrjoemov Vera Misevitsj   | Igrok Shkval Plot         | URS  | 1588 1541 1254 | 4383   |
| Zilver | Petar Mandazjiev Svetoslav Ivanov Georgi Gadzjev | Stchibor Aleko Vnimatelen | BUL  | 1244 1190 1146 | 3580   |
| Brons  | Anghelache Donescu Dumitru Velicu Petre Roşca    | Dor Decebal Derbist       | ROU  | 1255 1076 1015 | 3346   |
| 4      | Józef Zagor Elżbieta Morciniec Wanda Wąsowska    | Helios Sum Damask         | POL  | 1061 954 930   | 2945   |

Slechts vier teams namen deel.

## eventing

### individueel
| rang   | sporter             | paard       | land | score   |
| ------ | ------------------- | ----------- | ---- | ------- |
| Goud   | Euro Federico Roman | Rossinan    | ITA  | -108.60 |
| Zilver | Aleksandr Blinov    | Galzun      | URS  | -120.80 |
| Brons  | Joeri Salnikov      | Pintset     | URS  | -151.60 |
| 4      | Valeri Volkov       | Tskheti     | URS  | -184.60 |
| 5      | Tsvetan Dontsjev    | Medisson    | BUL  | -185.80 |
| 6      | Mirosław Szłapka    | Erywan      | POL  | -241.80 |
| 7      | Anna Casagrande     | Daleye      | ITA  | -266.20 |
| 8      | Mauro Roman         | Dourakine 4 | ITA  | -281.40 |

### team
| rang   | sporter                                                                                        | paard                                         | land | score                           | totaal   |
| ------ | ---------------------------------------------------------------------------------------------- | --------------------------------------------- | ---- | ------------------------------- | -------- |
| Goud   | Aleksandr Blinov Joeri Salnikov Valeri Volkov Sergej Rogosjin                                  | Galzun Pintset Tskheti Gelespont              | URS  | -120.80 -151.60 -184.60 -338.80 | -457.00  |
| Zilver | Euro Federico Roman Anna Casagrande Mauro Roman Marina Sciocchetti                             | Rossinan Daleye Dourakine 4 Rohan de Lechereo | ITA  | -108.60 -266.20 -281.40 -308.40 | -656.20  |
| Brons  | Manuel Mendívil Yocupicio David Roberto Bárcena Ríos José Luis Pérez Soto Fabián Vázquez López | Remember Bombona Quelite Cocaleco             | MEX  | -319.75 -362.50 -490.80 DQ      | -1173.05 |
| 4      | László Cseresnyés István Grózner Zoltán Horváth Mihály Oláh                                    | Fapipa Biboros Lamour Ados                    | HUN  | -436.20 -498.60 -668.60 DQ      | -1603.40 |
| —      | Mirosław Szłapka Jacek Wierzchowiecki Jacek Daniluk Stanisław Jasiński                         | Erywan Bastion Len Hangar                     | POL  | -241.80 -411.80 DNF DQ          | DNF      |
| —      | Tsvetan Dontsjev Dimo Christov Dzjenko Sybev Trifon Datsinski                                  | Medisson Bogez Normativ Mentor-2              | BUL  | -185.80 DNF DQ                  | DNF      |
| —      | Khan Mohammedkhan Khan Jussian J. Ahluwalia Darya Singh                                        | I-Am-It Rajdoot Shiwalik Bobby                | IND  | DQ                              | DQ       |

## springconcours

### individueel
| rang   | sporter                    | paard    | land | score |
| ------ | -------------------------- | -------- | ---- | ----- |
| Goud   | Jan Kowalczyk              | Artemor  | POL  | 8.00  |
| Zilver | Nikolai Korolkov           | Espadron | URS  | 9.50  |
| Brons  | Joaquín Pérez de las Heras | Alymony  | MEX  | 12.00 |
| 4      | Oswaldo Méndez Herbruger   | Pampa    | GUA  | 12.00 |
| 5      | Viktor Poganovski          | Topky    | URS  | 15.50 |
| 5      | Wiesław Hartman            | Norton   | POL  | 16.00 |
| 5      | Barnabás Hevesi            | Bohém    | HUN  | 24.00 |
| 5      | Marian Kozicki             | Bremen   | POL  | 24.50 |

### team
| rang   | sporter                                                                                        | paard                              | land | score                   | totaal |
| ------ | ---------------------------------------------------------------------------------------------- | ---------------------------------- | ---- | ----------------------- | ------ |
| Goud   | Vjatsjeslav Tsjoekanov Viktor Poganovski Viktor Asmajev Nikolai Korolkov                       | Gepatit Topky Reis Espadron        | URS  | 12.00 24.00 32.00       | 40.00  |
| Zilver | Jan Kowalczyk Wiesław Hartman Marian Kozicki Janusz Bobik                                      | Artemor Norton Bremen Szampan      | POL  | 12.00 16.00 20.00 24.00 | 44.00  |
| Brons  | Joaquín Pérez de las Heras Alberto Valdés Lacarra Gerardo Tazzer Valencia Jesús Gómez Portugal | Alymony Lady Mirka Caribe Massacre | MEX  | 15.00 20.00 28.00 36.00 | 63.00  |
| 4      | Barnabás Hevesi Ferenc Krucsó József Varró András Balogi                                       | Bohém Vadrózsa Gambrinusz Artemis  | HUN  | 16.00 20.00 28.00 40.00 | 64.00  |
| 5      | Alexandru Bozan Dania Popescu Dumitru Velea Ioan Popa                                          | Prejmer Sonor Fudul Licurici       | ROU  | 20.00 20.50 27.50 36.00 | 64.50  |
| 6      | Nikola Dimitrov Dimitar Ghenov Boris Pavlov Christo Katchov                                    | Vals Makbet Monblan Povod          | BUL  | 16.00 23.00 36.00 39.00 | 71.00  |

## Medaillespiegel
| rang   | land        | goud | zilver | brons | totaal |
| ------ | ----------- | ---- | ------ | ----- | ------ |
| 1      | Sovjet-Unie | 3    | 3      | 2     | 8      |
| 2      | Italië      | 1    | 1      | 0     | 2      |
| 2      | Polen       | 1    | 1      | 0     | 2      |
| 4      | Oostenrijk  | 1    | 0      | 0     | 1      |
| 5      | Bulgarije   | 0    | 1      | 0     | 1      |
| 6      | Mexico      | 0    | 0      | 3     | 3      |
| 7      | Roemenië    | 0    | 0      | 1     | 1      |
| totaal | totaal      | 6    | 6      | 6     | 18     |

Parijs 1900 · 
Stockholm 1912 · 
Antwerpen 1920 · 
Parijs 1924 · 
Amsterdam 1928 · 
Los Angeles 1932 · 
Berlijn 1936 · 
Londen 1948 · 
Helsinki 1952 · 
Melbourne 1956 · 
Rome 1960 · 
Tokio 1964 · 
Mexico-stad 1968 · 
München 1972 · 
Montréal 1976 · 
Moskou 1980 · 
Los Angeles 1984 · 
Seoel 1988 · 
Barcelona 1992 · 
Atlanta 1996 · 
Sydney 2000 · 
Athene 2004 · 
Peking 2008 · 
Londen 2012 · 
Rio de Janeiro 2016 · 
Tokio 2020 · 
Parijs 2024 · 
Los Angeles 2028
Medaillewinnaars
Atletiek · Basketbal · Boksen · Boogschieten · Gewichtheffen · Handbal · Hockey · Judo · Kanovaren · Moderne vijfkamp · Paardensport · Roeien · Schermen · Schietsport · Schoonspringen · Turnen · Voetbal · Volleybal · Waterpolo · Wielersport · Worstelen · Zeilen · Zwemmen